# 廖永安
廖永安（1320年—1366年），字彦敬，安徽巢縣人，元朝末年军事人物。

## 生平
父廖旺，曾扈從上朱元璋渡江，不出仕，崇禎十七年（1644年）九月南明朝廷追封涼國公。
廖永安在元末時與弟廖永忠及俞通海等上山落草自保。在朱元璋起兵後，率領手下歸附。攻元中丞蠻子海牙於馬場河，擊破元兵，後攻牛渚、取采石、收太平，積功升任管軍總管一職。後又破海牙水栅，擒陳兆先，會合朱元璋主軍一同攻打集慶（今南京），因功升擢建康翼统軍元帅。後領水軍取鎮江、常州，和常遇春一同拿下池州，和俞通海攻打江陰，勸降張士誠守將欒瑞，升同知樞密院事。破士誠兵於常熟福山港，又取通州狼山，廖永安遂乘勝深入，但在太湖被張士誠部將呂珍所敗，廖永安被擒後堅持不降。后来徐达擒获张士诚的弟弟张士德，朱元璋大喜，认为张士德是张士诚的谋主，一旦被擒，张士诚必败；张士德的母亲很痛心，想用廖永安换回张士德，朱元璋不从。廖永安终在被囚八年後身死獄中。
朱元璋感廖永安忠誠，在其生前遥授其光禄大夫、柱国、江淮等处行中书省平章政事，封為楚國公。打敗張士誠後，朱元璋於南京山上祭廖永安之靈。洪武六年追諡武閔。洪武九年加贈開國輔運推誠宣力武臣、光祿大夫、柱國，而後改封為鄖國公，妻子苏氏亦改封郧国公夫人。無子，授其從子升為指揮僉事。